# Élections constituantes de 1945 dans l'Allier
Les élections législatives françaises de 1945 se déroulent le 21 octobre. 

## Mode de scrutin
Les députés sont élus selon le système de représentation proportionnelle suivant la règle de la plus forte moyenne dans le département, sans panachage ni vote préférentiel. 
Il y a 586 sièges à pourvoir.
Dans le département de l'Allier, cinq députés sont à élire.

## Élus
Les cinq députés élus sont : 
|   | Député élu            |  | Groupe parlementaire |
| - | --------------------- |  | -------------------- |
| 1 | Henri Ribière         |  | SFIO                 |
| 2 | Marcel Pouyet         |  | SFIO                 |
| 3 | Pierre Villon         |  | PCF                  |
| 4 | Henri Védrines        |  | PCF                  |
| 5 | Jean-Pierre Giraudoux |  | MRP                  |

## Résultats

### Résultats à l'échelle du département
| Parti          | Parti                                            | Tête de liste         | Résultats | Résultats | Sièges | Sièges |
| Parti          | Parti                                            | Tête de liste         | Voix      | %         |        |        |
| -------------- | ------------------------------------------------ | --------------------- | --------- | --------- | ------ | ------ |
|                | Section française de l'Internationale ouvrière   | Henri Ribière         | 69 371    | 37,20     | 2      |        |
|                | Parti communiste français                        | Pierre Villon         | 68 778    | 36,88     | 2      |        |
|                | Mouvement républicain populaire                  | Jean-Pierre Giraudoux | 35 854    | 19,22     | 1      |        |
|                | Parti républicain, radical et radical-socialiste | Marcel Corre          | 12 506    | 6,71      | -      |        |
|                |                                                  |                       |           |           |        |        |
| Inscrits       | Inscrits                                         | Inscrits              | 248 620   | 100,00    | 5      |        |
| Votants        | Votants                                          | Votants               | 190 679   | 76,70     |        |        |
| Blancs et nuls | Blancs et nuls                                   | Blancs et nuls        | 4 170     | 2,19      |        |        |
| Exprimés       | Exprimés                                         | Exprimés              | 186 509   | 97,81     |        |        |